# Pierre Guichot
Pierre Guichot (ur. 16 lutego 1963 w Aureilhan) – francuski szablista, dwukrotny medalista igrzysk olimpijskich i mistrzostw świata.
Na igrzyskach olimpijskich w Los Angeles w 1984 roku wspólnie z Jean-Françoisem Lamourem, Franckiem Ducheix, Hervé Granger-Veyronem i Philippe’em Delrieu zdobył srebrny medal w zawodach drużynowych. W zawodach indywidualnych był piąty. Podczas rozgrywanych cztery lata później igrzysk olimpijskich w Seulu był czwarty drużynowo i jedenasty indywidualnie. Brał również udział w igrzyskach olimpijskich w Barcelonie w 1992 roku, gdzie reprezentacja Francji w składzie: Jean-François Lamour, Jean-Philippe Daurelle, Franck Ducheix, Hervé Granger-Veyron i Pierre Guichot zajęła drużynowo trzecie miejsce. W rywalizacji indywidualnej tym razem nie startował.
Zdobywał ponadto brązowe medale w turnieju drużynowym podczas mistrzostw świata w Lozannie w 1987 roku i mistrzostw świata w Denver dwa lata później.
Po zakończeniu kariery został trenerem, prowadził między innymi reprezentację Wielkiej Brytanii w szabli mężczyzn.